# Triazol
Triazol je souhrnné označení pro heterocyklické sloučeniny s pětičlenným cyklem obsahujícím dva atomy uhlíku, tři atomy dusíku a dvě dvojné vazby; souhrnný vzorec je C2H3N3. Existují ve dvou skupinách izomerů, uvnitř každé z nich existují dva tautomery, jenž se liší tím, na který dusík je navázán vodík:
- 1,2,3-triazol

1H-1,2,3-Triazol
2H-1,2,3-Triazol

- 1,2,4-triazol

1H-1,2,4-Triazol
4H-1,2,4-Triazol

## Deriváty
1,2,3-triazolový cyklus je součástí mnoha důležitých látek, jako jsou například:
- Antimykotika flukonazol, isavukonazol, itrakonazol, vorikonazol, pramikonazol, ravukonazol a posakonazol
- Fungicidy na ochranu rostlin epoxikonazol, triadimenol, propikonazol, prothiokonazol, metkonazol, cyprokonazol, tebukonazol, flusilazol, myclobutanil a paklobutrazol
- Paklobutrazol, unikonazol, flutriafol, tebukonazol a triadimefon se používají jako morfolegurátory růstu rostlin.[1]
- Benzotriazol se používá ve fotografii.

## Využití vzemědělství
Vzhledem k šířící se odolnosti rostlinných patogenů vůči fungicidům ze skupiny strobilurinu se k ochraně proti houbám jako jsou Mycosphaerella graminicola a
Gibberella zeae používají hlavně triazoly. Při skladování potravin, například brambor, se používají zpomalovače jako například triazol a tetcyclacis.

## Příprava a využití vchemické syntéze
Azidová-alkynová Huisgenova cykloadice je selektivní reakce, při níž vznikají 1,2,3-triazoly. Reakce má značné využití v bioortogonální chemii a organické syntéze. Triazoly jsou poměrně stabilní funkční skupiny a lze je využít v mnoha případech, například při nahrazování fosfátové složky DNA.

## Podobné heterocykly
- Imidazol – obdobný heterocyklus s dvěma nesousedícími dusíkovými atomy
- Pyrazol – obdobný heterocyklus s dvěma sousedícími dusíkovými atomy
- Tetrazol – analog se čtyřmi dusíkovými atomy